# Dialektisk beteendeterapi
Dialektisk beteendeterapi (DBT) är en form av vidareutvecklad kognitiv beteendeterapi (KBT) som utvecklades av Marsha Linehan under 1990-talet.
Terapiformen utvecklades ursprungligen för att behandla dem med emotionellt instabil personlighetsstörning (borderline), och anses numera vara en av de mest effektiva behandlingsmetoderna för emotionellt instabila personer. Behandlingsmetoden har även visat sig vara effektiv för en rad olika psykiatriska störningar, inklusive substansberoende, depression, posttraumatiskt stressyndrom (PTSD) och ätstörningar. Matthew McKay, Jeffrey C. Wood och Jeffrey Brantley skriver att terapiformen är mycket effektiv för att lära människor att bättre hantera sina känslor.
Om du någon gång under ditt liv blivit överväldigad av känslor, så vet du vad vi pratar om. Det finns dagar då dina känslor slår lika hårt som en tsunami. När det händer blir du - av förståeliga skäl - rädd för att känna saker eftersom du inte vill bli iväg-svept av dina känslor. Problemet är att, ju mer du försöker att stoppa dina känslor, desto svårare kan det bli att hantera dem.–Matthew McKay, Jeffrey C. Wood och Jeffrey Brantley (2007)
Målet för DBT är att "bygga ett liv som är värt att leva". Detta innebär flera steg, där terapeuten och patienten går igenom olika steg och sätter upp mål för patienten. Mål kan exempelvis vara att minska på för patienten destruktiva beteenden, och ersätta de destruktiva beteendena med positiva beteenden.
DBT är uppdelad i fyra moduler: medveten närvaro, stå ut i kris, relationer och känslor. Medveten närvaro-modulen återkommer mellan övriga moduler, som också är betydligt längre än medveten närvaro-modulen. Varje modul innehåller flera färdigheter för att bättre hantera känslor/relationer/kriser, och medveten närvaro används för att understödja samtliga färdigheter. I terapin arbetar man med kedjeanalyser för att förstå förlopp med fokus på känslor, tankar, beteenden och konsekvenser. Utifrån dessa analyser arbetar man med att hitta nya mer långsiktigt konstruktiva sätt att hantera sina problem.
I Sverige är DBT uppdelad i tre delar: dbt-grupp, individuell samtalsterapeut och telefonkontakt till samtalsterapeuten (vid behov). Varje vecka går patienten till en individuell terapeut 1 timme per vecka, och till dbt-gruppen i cirka 2,5 timmar.

### Källhänvisningar
- McKay, M., Wood, C. J., Brantley, J. (2007) The Dialectical Behavior Therapy Skills Workbook: Practical DBT Exercises for Learning Mindfulness, Interpersonal Effectiveness, Emotion Regulation & Distress Tolerance. New Harbinger Publications ISBN 978-1572245136